# S&P Global 1200
Der S&P Global 1200 (Standard & Poor’s Global 1200) ist ein Aktienindex, der die Aktien von 1200 der größten, börsennotierten Unternehmen umfasst. Er wurde 1997 eingeführt und ist Teil der Indexfamilie der Ratingagentur Standard & Poor’s.
Der S&P Global 1200 ist nach Marktkapitalisierung gewichtet und erfasst wertmäßig ca. 70 % des weltweiten Kapitalmarktes.
Enthalten sind dabei alle Werte aus folgenden regionenspezifischen S&P Indizes:
- S&P 500 (Vereinigte Staaten)
- S&P Europe 350 (Europa)
- S&P/TOPIX 150 (Japan)
- S&P/TSX 60 (Kanada)
- S&P/ASX 50 (Australien)
- S&P Asia 50 (Hongkong, Korea, Taiwan, Singapur)
- S&P Latin America 40 (Argentinien, Brasilien, Chile, Mexiko)